# سمير المسيري
محمد سمير أحمد بدر المسيرى، فنان سكندرى من مواليد القاهرة 1941 
، يحمل درجة بكالوريوس اقتصاد وعلوم سياسية من جامعة الإسكندرية 1967، دبلوم معهد أدهم وانلي للرسم والتصوير 1967، وهو عضو نقابة الفنانين التشكيليين، وعضو بأتيليه جماعة الفنانين والكتاب بالإسكندرية.. توفى في الخامس من فبراير عام 2014 بعد صراع مع المرض.
تتلمذ «سمير المسيرى» على يد أدهم وانلي، وسيف وانلي من جيل الفن التشكيلى السكندرى الثرى، وعاصر فترة الازدهار في وجود نوابغ في هذا المجال كان لهم عطاء مميزا في الحركة التشكيلية السكندرية والمصرية.
كرس «سمير المسيرى» حياته للفن منذ نعومة اظافره، وظهرت موهبته المبكرة في الرسم في طفولته وصباه، وظل ملازما لأستاذه المصور السكندرى الشهير «سيف وانلى» خلال مرحلة دراسته الجامعية بكلية التجارة. وقي فيلته بمنطقة السيوف كان يقع مرسمه، أما (مرسمه الحالى في فيلته بالهوارية طريق برج العرب خلف فندق افريكانا)، وأكثر مايدهش الرائى هذا العدد الكبير من اللوحات المكدسة والمتراصة، والتي نكاد تحجب حوائط الحجرات، بالإضافة إلى عشرات من الأعمال واللوحات والإسكتشات يترائى فيها الخط واللون والتكوين والبورتريه والرمز.
لم يلتزم سمير المسيرى بأسلوب خاص لإحدى المدارس الفنية، كما إنه لم يلتزم إلا ببعض إتجاهات أستاذه الراحل الكريم. والمتأمل للوحاته يجده قد خاض مذاهب ومدارس شتى، إلا انه لم ينتم إلى إحداها فصار متميزا ومتفردا. والحقيقة أن الأحزان في السنوات الأخيرة لفقد أقرب الأعزاء تحولت بين يديه إلى أشكال حزينة ومكلومة ذات صدى جديد من الرؤية الذاتية، حاول من خلالها تسجيل بعض ملامح مدينة الإسكندرية وأهلها من الأحباب والأقارب والمعارف، ولعل ألوانه المتصارعة بعضها مع بعض رمز لشدة الانفعال وحرارة الفنان.
وهذه الألوان تميز مراحل تطوره الفنى كمصور كبير وتنطق بالنضج والثقافة الفنية الرفيعة والإحساس المرهف المنتمى إلى البيئة المصرية والمتأمل في لوحات معارضة يتأكد من الأداء المتميز والفكر العميق والوعى بمختلف التيارات الفنية وتتميز أعماله بالشفافية والتناغم وتتجلى في بعضها النزعة الرومانسية خاصة في الأضواء والظلال.

## كلمات قيلت عنه
- قال الفنان عصمت داوستاشى في تقديمه لمعرض مشاعر: «يعود الينا الفنان الكبير سمير المسيرى في معرضه السنوى الذي عودنا عليه.. يقيمه كل عام في مدينته الإسكندرية ثم ينقله إلى العاصمة الصاخبة القاهرة. وهذا العام يقدم لنا المسيرى رؤية جمالية تعبيرية للموضوع الانسانى وقد اهتم بتصوير المرأة باعتبارها مصدر إلهام فنى.. وعكس في لوحاته أفراحها وأحزانها في حلول جمالية تعد إضافة إلى رصيده التشكيلى المعروف منذ أن تلقى تعليمه الأول للفن على يد أستاذه الكبير سيف وانلى أوائل الستينات من القرن الماضى. وفي المعرض مجموعته الجديدة من الطبيعة الصامتة والزهور والمنظر الخلوى وكلها تؤكد استاذيته في بناء اللوحة ومعالجة المساحات وتناسق البالتة وتألق العمل ككل والبهجة المستشرية في هذا العطاء الإبداعى المتدفق لفنان وهب حياته للفن ولا يبرح لوحاته في مرسمه إلا ليقدمها لنا كل عام في معرض جديد.. وكل عام وهو وجمهوره في إبداع دائم.»

## كلمات قالها
- في حديثه عن معرض مشاعر:

«قد يأتى العمل الفنى نتيجة لمحة سريعة أو نظرة متأملة متعمقة. وأعرض اليوم أعمالا مختلفة الزمان ولكنها تحت هذا الملموح على عجالة أو المتأمل بعمق. وتأتى الأعمال تحت عنوان (مشاعر) أو (أحاسيس) والتي تختلف في شدتها الانفعالية وفي المواضيع التي تتضمنها والتي لها علاقة بالحياة التي نحياها على أرض الواقع. ويلاحظ الجمهور الكريم ابحارى بين عدة اساليب فنية وهذا يرجع لأسباب منها اختلاف الموضوع مما يدفع لأسلوب يبرز الفكرة التي يدافع عنها العمل الفنى. أو قد يكون السبب اختلاف الزمان والمكان بما يؤثر على المعايشة مع الواقع المعبر عنه. أو يكون السبب اختلاف الإحساس النفسى بما يشاهد ويوضع على المسطح (اللوحة الفنية).»

## المعارض
- 1976 معرض منظمة الشباب الإشتراكى
- 1973 معرض بقصر ثقافة الحرية
- 1995 معرض بقصر ثقافة الأنفوشى
- 1996 معرض بالمركز الثقافى الأسباني بمناسبة الاحتفال بعيد ميلاد الفنان العالمي سيف وانلى التسعين
- 1997 معرض بقصر ثقافة الأنفوشى
- 2000 معرض بأتيليه جماعة الفنانين والكتاب بالإسكندرية
- 2000 معرض بالمركز الثقافى الأسباني
- 2000 معرض بأتيليه القاهرة
- 2002 معرض بالمركز الثقافى الهندى بالقاهرة
- 2002 معرض بقصر التذوق بسيدى جابر بالإسكندرية
- 2003 معرض بمركز محمود سعيد للمتاحف بالإسكندرية
- 2004 ضيف شرف معرض فنانى الإسكندرية الشباب بساقية عبد المنعم الصاوى بالقاهرة
- 2007 ضيف شرف احتفالات الإقليم وفرع ثقافة الإسكندرية بأعياد يوليو
- 2008 معرض بمركز محمود سعيد للمتاحف بالإسكندرية
- 2009 معرض بقصر ثقافة التذوق بسيدى جابر بالإسكندرية.
- 2009 معرض بقاعة جوجان بالقاهرة في أبريل.
- 2010 معرض بقاعة نقابة الفنون التشكيلية بالإسكندرية في فبراير
- 2010 معرض بقاعة جوحان بالقاهرة في مايو
- 2011 معرض بقاعة مركز الإسكندرية للإبداع في يناير

## الجوائز
- الجائزة الثانية لمسابقة الفنون التشكيلية للثقافة الجماهيرية 1974
- الجائزة الأولى لمهرجان الإسكندرية الثقافى الأول 1976